# Langelot et l'Inconnue
Pour les articles homonymes, voir L'Inconnue.
Langelot et l'Inconnue est le dixième roman de la série Langelot, écrite par le Lieutenant X. Ce roman a été édité pour la première fois en 1968, dans la bibliothèque verte, et porte le numéro 363 de la collection.

## Personnages
- Personnages principaux
  - Langelot : jeune agent secret du SNIF ; garde du corps de Graziella Andronymos
  - Graziella Andronymos : fille du président Andronymos, dont la substitution est organisée par Chibani en vue de rompre les relations diplomatiques et la vente d'uranium entre la France et la Côte-d'Ébène
  - Capitaine Blandine : adjoint du Capitaine Montferrand (en permission), chef de la Section "Protection" du SNIF ; agent numéro 103, très respectueux des procédures
  - Capitaine Mousteyrac : agent de la Section "Protection" du SNIF ; surnommé "Cavalier seul"
  - Sergent-chef Gross (« Numéro 1 ») : ancien sergent-chef de la Légion étrangère
  - Sosthène Valdombreuse (« Numéro 2 ») : vient de rater son bac pour la deuxième fois ; fils de sénateur, pilote de rallyes automobiles et marin
  - Napoléon Papalardo ou « Popol » (« Numéro 3 ») : petit malfrat, spécialiste des coffres-forts
  - Georgette Bongo : engagée par Chibani pour remplacer Graziella Andronymos
  - Andronymos : président de la Côte-d'Ébène
  - Colonel Chibani : attaché militaire de l'ambassade de son pays ; agent extérieur des services secrets d'un mystérieux pays africain

- Personnages secondaires
  - Monsieur Bellil : recruteur de l'équipe des quatre « Numéros » chargés de l'enlèvement de Graziella Andronymos, gros homme aux yeux brillants
  - Bruno Bambara : étudiant, ami de Graziella Andronymos
  - Les pirates : hommes de main du Colonel Chibani
  - Le secrétaire d'État : représente le premier ministre français
  - « Numéro 4 » : chômeur, sortant de prison
  - Joseph et Zarf : agents du Colonel Chibani, chargés de la protection de Georgette.

## Résumé
Un soir, Langelot est appelé à exécuter une mission d'urgence : protéger une dénommée Graziella Andronymos, dont il ne connaît rien, qui serait en grand danger.
Le jeune agent se poste d'abord dans la rue. Notant que l'appartement de sa protégée est inoccupé, il entre chez elle pour reconnaître les lieux. Alors qu'il achève sa fouille, quatre autres individus font à leur tour leur entrée dans l'appartement, s'appelant les uns les autres par des numéros. Langelot assomme le numéro 4 lorsqu'il entre dans la salle de bain : l'homme porte un bas sur le visage. Langelot le lui emprunte. Le voici « numéro 4 » et participant à l'enlèvement de la demoiselle Andronymos, dont il assume la protection. L'équipe se rend à Honfleur, pour prendre un petit bateau à moteur jusqu'à l'îlot et au phare de la Belle-Vieille.
Pendant ce temps, le président de la Côte-d'Ébène, le père de Graziella Andronymos, reçoit la visite d'un émissaire du colonel Chibani. Celui-ci se présente bientôt comme le nouvel attaché militaire de son pays, en Côte-d'Ébène. Il propose au président Andronymos de renoncer à son alliance avec la France, pour participer à une union d'états africains. La Côte-d'Ébène possède des mines d'uranium, vendu à la France, lequel permettrait de produire une bombe atomique par plusieurs états d'Afrique, réunis. En cas de refus, Chibani menace Andronymos de perdre quelque chose de très précieux pour lui : le soutien de sa fille. En réalité, une autre personne, Georgette Bongo, sosie de Graziella Andronymos, a pris la place de cette dernière, sur commande du Colonel Chibani. Elle fait des déclarations publiques hostiles à l'alliance entre la Côte-d'Ébène et la France.
Langelot parvient petit à petit à retourner la situation, s'entourant de l'équipe initialement chargée de l'enlèvement, pour remonter la filière jusqu'au Colonel Chibani, installé dans un bureau disposant de deux entrées. Il délivre la fille du président Andronymos.
L'aventure est un succès. Elle s'achève par une réception officielle à l'Élysée, lors de laquelle le président Andronymos affirme son alliance avec la France sans céder au chantage. Soudainement,  Graziella Andronymos se présente à l'Elysée, escortée par l'équipe conduite par Langelot.

## Éditions
- 1968 - Hachette, Bibliothèque verte (français, version originale). Illustré par Maurice Paulin.
- 1980 - Hachette, Bibliothèque verte. Illustré par Maurice Paulin, nouvelle couverture d'un illustrateur non cité.
- 2001 - Éditions du Triomphe. Illustré par Laurent Bidot.  (ISBN 9782843781100)

## Autour du roman
- C'est la première apparition du colonel Chibani, présent dans trois autres romans de la série : Langelot et les Crocodiles, Langelot et l'Avion détourné et Langelot kidnappé.
- Dans Langelot contre 6 (même année, 1968), une note de bas de page mentionne par erreur un Langelot fait de la coopération, qui devait être le titre primitif de Langelot et l'Inconnue. Il est possible que Vladimir Volkoff ait composé les deux romans en même temps et que la note figurant à la page 66 du second ait conservé la référence d'un titre encore provisoire.
- Dans Langelot et l'Avion détourné, l'auteur mettra en scène Madame Adélaïde Tonnerre, tante de Sosthène Valdombreuse, en y faisant explicitement référence.
- La Côte-d'Ébène est un pays fictif d'Afrique. La Côte d'Ivoire accède pour sa part à l'indépendance le 7 août 1960, dirigée par Félix Houphouët-Boigny, grand ami de la France. Ce pays ne fait pas partie des producteurs d'uranium.
- Le patronyme "Andronymos" fait clairement référence aux racines grecques "Homme" (andros) et "Nom" (Nymos) et peut se lire comme "le nom d'Homme" ou "le nom de l'Homme."
- L'ambassade de la Côte-d'Ébène à Paris est située Avenue Pierre-Ier-de-Serbie.
- Graziella Andronymos habite au 18 Boulevard Jourdan, à Paris.
- L'ambassade du pays du Colonel Chibani est au 50 rue de Lille.
- Le nom de Georgette, « Bongo », fait écho à celui du Président de la république du Gabon, Albert-Bernard Bongo, qui accède au pouvoir le 2 décembre 1967. Dans le roman, Georgette est née au Sénégal.
- Les navires Bonjour et Bonsoir se retrouvent au phare de la Belle-Vieille, près d'Honfleur. Celui-ci n'existe pas. Un phare de la Vieille est placé dans le raz de Sein.
- L’amphithéâtre Michelet existe à la Sorbonne[1].